# Unió Esportiva Oliva
El Unió Esportiva Oliva és un club de futbol valencià de la ciutat d'Oliva (Safor).
El club va ser fundat l'any 1946 després de la fusió dels clubs Athletic Club Oliva i CD Oliva. La temporada 1969-70 participà en la Copa d'Espanya i la temporada 1991-92 jugà a Segona Divisió B, la seva millor classificació fins 2017. Disputa els seus partits a l'estadi del Morer. El seu uniforme és de color blau.